# Isabel Cerruti
Pour les articles homonymes, voir Cerruti (homonymie).
Isabel Cerruti, aussi connue sous son pseudonyme d'Isa Ruti, née le 19 août 1886 à São Paulo et morte le 1er janvier 1970 dans la même ville, est une tisserande, journaliste, militante et intellectuelle anarcho-communiste, féministe et anarcho-syndicaliste brésilienne. Figure importante du mouvement anarchiste brésilien et plus largement de la gauche brésilienne de son époque, sa pensée reste difficile à saisir faute d'études et à cause de l'abondance des écrits qu'elle laisse. Par ailleurs, elle fonde la Fédération Féminine Internationale (FFI) aux côtés de Maria Lacerda de Moura.    
De 1911 à sa mort, elle écrit régulièrement dans des publications anarchistes brésiliennes.    

## Biographie
Isabel Bertolucci naît à São Paulo, le 19 août 1886. Sa mère, Maria Emília Ferreira da Silva, est une Brésilienne qui travaille comme domestique, tandis que son père, Luigi Bertolucci, est un Italien né en 1860 qui exerce le même métier. Son grand-père maternel, Joaquim Ferreira da Silva, aurait participé à la Guerre de la Triple-Alliance. Elle est baptisée dans la paroisse du Bon Jésus de Brás le 10 octobre 1886. Elle exerce comme tisserande, mais aussi comme enseignante et enseignante de piano. 
Entre ses 17 et 20 ans, elle se forme politiquement, notamment en lisant de la littérature anarchiste. Elle acquiert rapidement une solide culture générale et un intérêt marqué pour la sociologie. Cette formation se produit en parallèle avec ses fiançailles avec Américo Cerruti, un anarchiste avec qui elle échange. Elle est encore catholique à cette période, et participe à des congrégations religieuses lorsqu'elle se présente sur son lieu de travail. Son fiancé lui offre alors le journal anarchiste A Lanterna, puis, puisque cela lui plaît, le lui fait envoyer hebdomadairement. Elle adopte progressivement des positions anticléricales plus marquées ou encore un soutien aux unions libres. 
Elle épouse Américo Cerruti en 1908 et adopte son nom de famille. Leur couple subsiste jusqu'à la mort d'Américo Cerrutti, en novembre 1954. Lorsque A Lanterna s'arrête et qu'elle commence à lire A Plebe, ce journal lui convient davantage encore. Elle en devient une lectrice assidue avant de commencer à y rédiger des articles, sous de nombreux pseudonymes, le plus connu étant Isa Ruti. À ses débuts en 1911, elle écrit d'abord des textes anticléricaux, puis progressivement des textes ouvertement anarchistes. Ses activités font qu'elle se fait reconnaître dans la rue par des militants. Cerruti est en lien avec le milieu anarchiste italien du Brésil et écrit dans certaines de leurs publications, comme La Difesa. Elle craint d'être déportée en Italie par la police brésilienne, qui la surveille et utilise ce procédé pour se débarrasser de ce type d'opposants politiques. Elle participe à diverses organisations syndicalistes révolutionnaires ou anarcho-syndicalistes à partir des années 1920.  
Ses actions font qu'elle devient une « figure importante de la gauche au Brésil » et du mouvement anarchiste brésilien. Cerruti co-fonde par ailleurs la Fédération Féminine Internationale (FFI) avec Maria Lacerda de Moura et Bertha Lutz,. 
Elle poursuit son militantisme et ses publications jusqu'à sa mort à São Paulo le 1er janvier 1970. 

## Pensée
Cerruti développe une pensée communiste libertaire et anarcho-syndicaliste riche, fournie et cultivée, avec de nombreuses références théoriques et explicites à des figures de la pensée anarchiste, notamment à « [notre] inoubliable maître et camarade Errico Malatesta » et à Pierre Kropotkine. En réalité, il reste très difficile de saisir l'ampleur de sa pensée, qui recouvre des publications anarchistes très nombreuses, denses et peu étudiées éparpillées sur près de 50 ans de production et qui ne s'interrompent qu'avec sa mort, en 1970. 
Cerruti évolue aussi dans sa pensée au fil du temps : alors que dans les années 1920, elle soutient que la lutte doit être menée contre le capitalisme et la domination politique, et qu'avec leur fin, les femmes et les hommes verraient toute domination de genre disparaître, dans les années 1930, elle propose des réponses à des problématiques spécifiques aux femmes.
La militante s'affirme rapidement très critique de l'URSS et du marxisme-léninisme, refusant de rejoindre le Parti communiste alors qu'un ami l'invite à le faire. En 1934, Cerruti écrit un article consacré au sujet, qui s'appelle Sur le péril de la Russie, où elle écrit :

« Nous pourrions faire une œuvre purement prolétarienne sans [suivre] la Russie ; car, à ce que l'on sait, la Russie n'a pas satisfait les pleins idéaux de liberté pour ses ouvriers. De plus, en Russie, il existe encore, après dix-sept ans de gouvernement 'prolétaire', le système d'échange des produits contre de l'argent.
[...]
Qui sait si l'ardeur patriotique des hommes d'État russes, dans leur extrême ambition nationaliste, ne les pousse pas à établir la prévalence du peuple russe sur les autres peuples ? Nous savons de quels procédés se servent les fourbes dirigeants pour insinuer dans l'esprit du peuple ignorant et humble les idées qui leur conviennent, créant ainsi une mentalité et même une psychologie collective favorable aux plans les plus audacieux d'ambition. Nous savons également de quoi sont capables les patriotes convaincus que le monde doit rester découpé et nommé selon les convenances du capitalisme. »

 Cerruti soutient aussi qu'il faut transmettre de la propagande révolutionnaire et anarchiste aux militaires en priorité, car ils seraient des victimes, comme les autres prolétaires, du système qui les exploiterait. Ce serait donc un groupe social à politiser en priorité.